# Loxodon
Loxodon is een monotypisch geslacht van de familie van requiemhaaien (Carcharhinidae) en kent slechts 1 soort.

## Taxonomie
- Loxodon macrorhinus Müller & Henle, 1839[3] – Spleetooghaai

Carcharhinus · Galeocerdo · Glyphis · Isogomphodon · Lamiopsis · Loxodon · Nasolamia · Negaprion · Prionace · Rhizoprionodon · Scoliodon · Triaenodon